# 9. století př. n. l.
9. století př. n. l. začalo rokem 900 př. n. l. a skončilo rokem 801 př. n. l.

## Přehled
V Africe Féničané zakládají Kartágo, ve Střední Evropě začíná doba železná.

## Události
- 854 nebo 853 př. n. l. – Asyrský král Salmanassar III. svádí u Karkaru (někdy Qarqaru) na řece Orontu bitvu s „koalicí 12 syrských králů“ pod vedením damašského krále Ben Hadada. Koalice se účastnili kromě syrských (tj. především kenaánských – Izraele, Fénicie a další) králů i Egypt a Kilíkie. Krvavá bitva dopadla nerozhodně.
- 841 př. n. l. – počátek historického datování v Číně podle čínského historika Sma Čchiena
- 814 nebo 813 př. n. l. – založeno Kartágo

## Hlava státu
Asyrská říše:

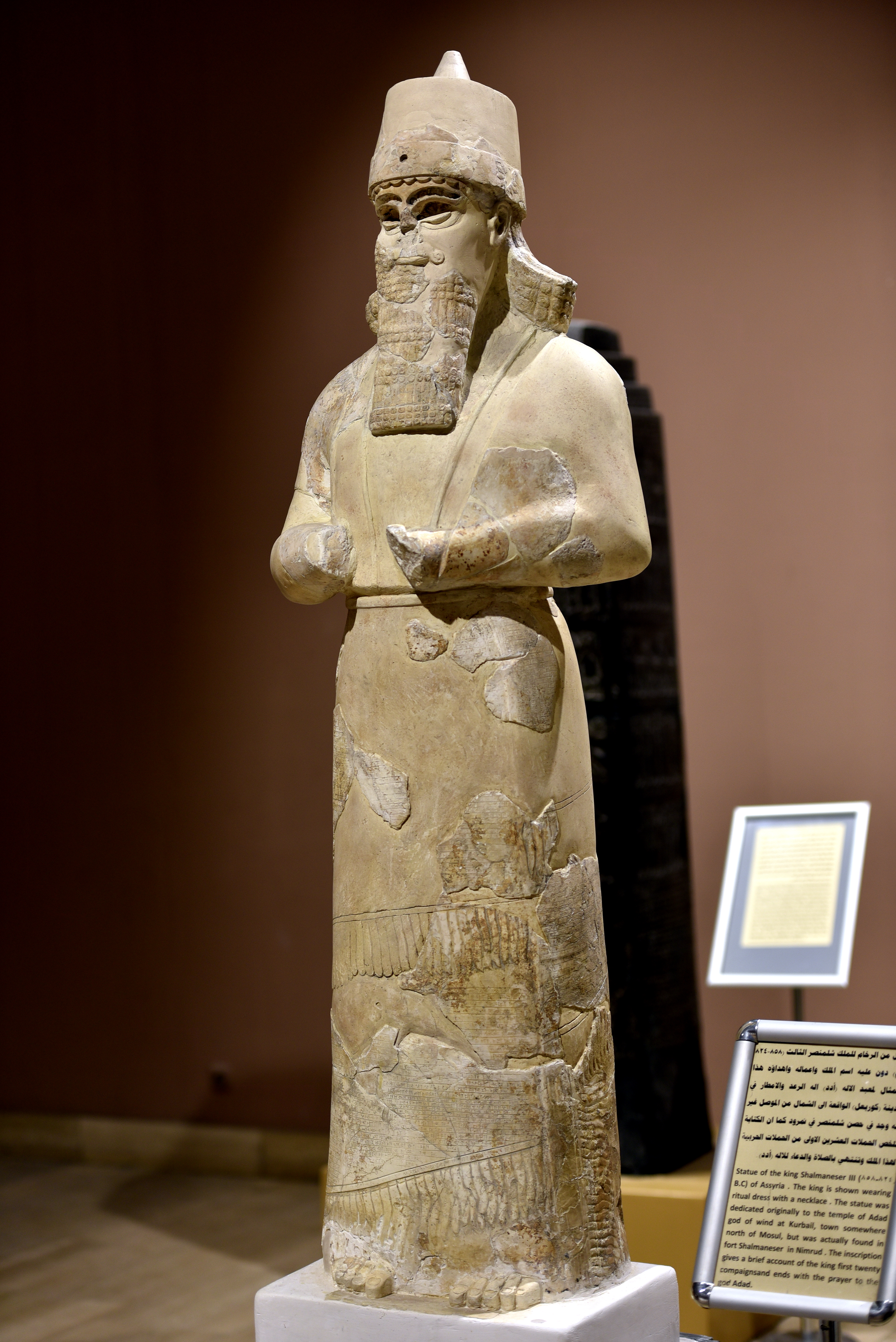
Socha asyrského vládce Salmanassara III.

- Adad-nárárí II. (asi 911 – 891 př. n. l.)
- Tukultí-Ninurta II. (asi 891 – 884 př. n. l.)
- Aššurnasirpal II. (asi 884 – 858 př. n. l.)
- Salmanassar III. (asi 858 – 824 př. n. l.)
- Šamši-Adad V. (asi 824 – 811 př. n. l.)
- Adadnirári III. (asi 811 – 783 př. n. l.)

Judské království:
- Ása (asi 910 – 870 př. n. l.)
- Jóšafat (asi 870 – 850 př. n. l.)
- Jóram (asi 850 – 840 př. n. l.)
- Achazjáš (asi 840 př. n. l.)
- Atalja (asi 840 – 836 př. n. l.)
- Jóaš (asi 836 – 798 př. n. l.)

Izraelské království:
- Baeša (asi 909 či 900 – 886 či 877 př. n. l.)
- Éla
- Zimrí
- Omrí
- Achab
- Achazjáš
- Jóram
- Jehú
- Jóachaz

Egypt:

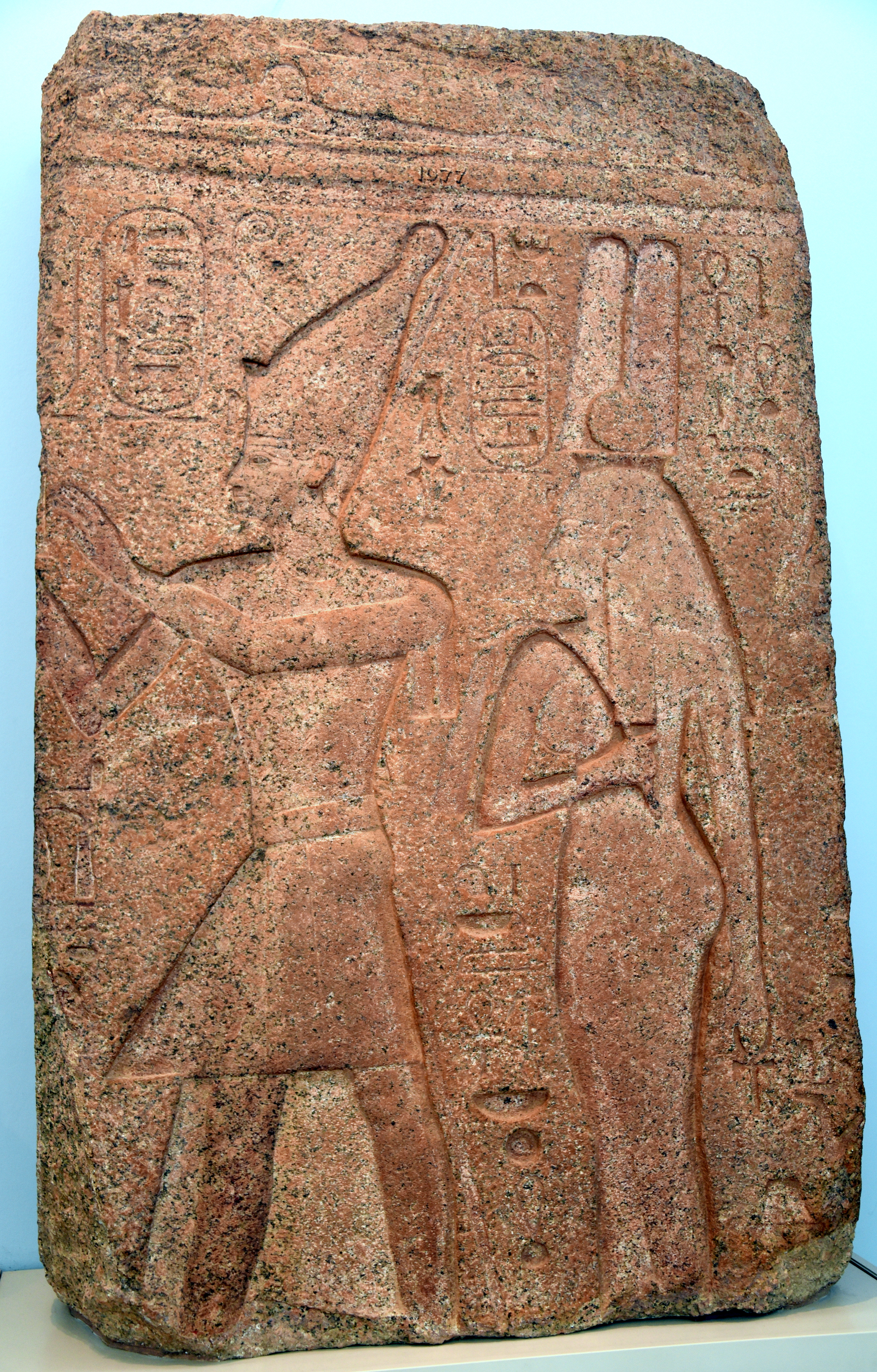
Reliéf s podobiznou faraóna Osorkona II. a jeho manželky Karomamy

- Osorkon I. (925/924 – cca 889 př. n. l.)
- Šešonk II. (cca 889 př. n. l.)
- Takelot I. (cca 889 př. n. l. – 874 př. n. l.)
- Osorkon II. (cca 874 př. n. l. – 837 př. n. l.)
- Harsieset (cca 870 př. n. l. – 860 př. n. l.)
- Takelot II. (cca 850 př. n. l. – př. n. l.)
- Šešonk III. (cca 825 př. n. l. – 773 př. n. l.)

Babylonie
- Šamaš-Mudammiq (941–899 př. n. l.)
- Nabu-Šumi-Iškun (899–888 př. n. l.)
- Nabu-Šumi-Ukín I. (888–882 př. n. l.)
- Nabu-Apal-Iddin (882–852 př. n. l.)
- Marduk-Zakir-Šumi I. (852–826 př. n. l.)
- Marduk-Balassu-Iqbi (826–813 př. n. l.)
- Baba-Achché-Iddina (813–810 př. n. l.)
- Adad-Šum-Ibai (okolo 800 př. n. l.)
- Marduk-Bel-Zeri (okolo 800 př. n. l.)